# Primärpackmittel
Primärpackmittel (auch Primärverpackung) sind Verpackungsmittel, wie Folien, Gläser, Dosen, Deckel usw., die in direkten Kontakt mit dem Produkt kommen. Solche Packmittel können aus verschiedensten Materialien gefertigt sein, beispielsweise aus Polyethylen, Polypropylen, Polystyrol, Aluminium, Glas oder Porzellan, gelegentlich auch aus glasiertem Steingut. Umverpackungen, die nicht in direktem Kontakt zu den Lebens- oder Arzneimitteln stehen, sind Sekundärpackmittel und bleiben hier außer Betracht, zählen also nicht zu den Primärpackmitteln.
Es gibt viele Normen, die Anforderungen an Hersteller solcher Packmittel festlegen und weltweit anerkannt sind, darunter beispielsweise ISO 22000, BRCGS, FSSC 22000, International Featured Standard und andere.